# Pieve di Santa Maria Assunta a Cellole

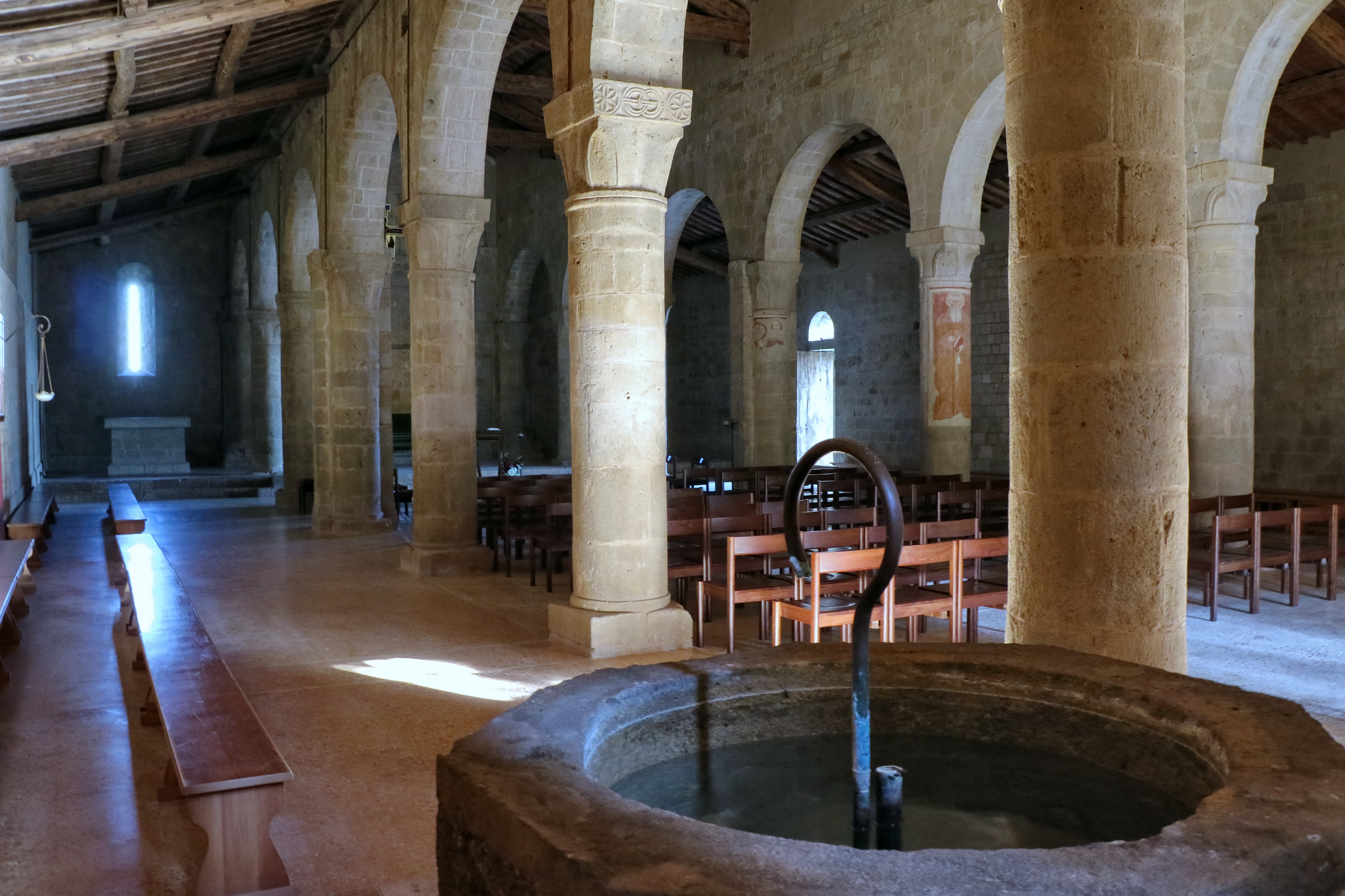

La pieve di Santa Maria Assunta è un edificio religioso situato a Cellole, una località presso Pancole, nel comune di San Gimignano in provincia di Siena, diocesi di Volterra.

## Storia
Le prime testimonianze su questa chiesa risalgono a due carte datate 949 e 1011; a quel tempo risulta che la chiesa fosse dedicata a San Giovanni Battista.
Nel documento di fondazione della Badia a Elmi del 1034 risulta che la chiesa era già dedicata a Santa Maria Assunta. Il territorio della pieve era spesso conteso tra i conti Cadolingi e i vescovi di Volterra, ai quali comunque spettava la giurisdizione. Dalla fine del XII secolo iniziano ad aumentare le notizie su questa pieve, notizie che riferiscono si dell'avanzamento di alcuni lavori sia i nomi dei rettori. Alla base della torre campanaria è posta un'iscrizione che recita: + REMOTA FUIT H PLEBS A M CXC IN ITA FACTA TEMPORE ILD PLE; è la testimonianza che nel 1190 il titolo di una precedente chiesa situata nei pressi venne traslata in questo edificio per volontà dell'allora pievano Ildebrando. Il pievano Ildebrando è stato la figura centrale per la vita di questo edificio tanto che ancora nel 1250 risulta pievano di essa. Durante il suo plebanato vennero eseguiti tutti i lavori della nuova chiesa, i quali durarono almeno 50 anni; la consacrazione della chiesa avvenne nel 1238 come riporta un'iscrizione murata in facciata; ma non solo, il pievano ricoprì anche importati ruoli nella vita civile della zona tanto da essere chiamato a far da giudice in diverse controversie scoppiate sul territorio
I successoti di Ildebrando furono Aloigi Valenzo, Martino e Dando e sappiano che il complesso plebano comprendeva anche una canonica e un lebbrosario.
Il piviere di Cellole non era particolarmente ricco ma, intorno al 1300, poteva contare su ben 20 chiese suffraganee e gli veniva riconosciuta la stessa autorità del pievano della omonima chiesa di San Gimignano. Nonostante questo riconoscimento, nel 1413 la chiesa veniva officiata soltanto la domenica e l'edificio ecclesiastico versava in pessime condizioni, questo perché la cura della chiesa era affidata ad un membro della famiglia Cavalcanti che se ne disinteressava totalmente.
Nel 1502 il capitolo di Cellole vantava pari dignità di quello di San Gimignano ma alla metà del secolo venne unito a quello della Badia a Cerreto. A ciò si oppose il comune di San Gimignano che solo nel 1595 riuscì ad ottenere la restituzione del patronato della badia a Elmi che da allora fu sottoposta ai canonici di San Gimignano.
Nel corso del XVIII secolo la chiesa venne ridefinita in stile barocco e vennero fatti numerosi restauri.
Altri lavori si ebbero intorno al 1860 quando il campanile, ormai pericolante, venne abbattuto fino all'altezza del tetto e inoltre vennero modificate le aperture della facciata. Tra il 1878 e il 1879 per volontà dell'allora pievano Lorenzo Pecorai, vennero effettuati dei restauri che portarono all'eliminazione di ogni aggiunta barocca e al rifacimento della facciata e dell'abside. Nel 1922 crollò il tetto della navata sinistra e l'anno successivo venne ricostruito.
Negli anni '80 del XX secolo il portale è stato consolidato e la basilica pavimentata.

## Descrizione

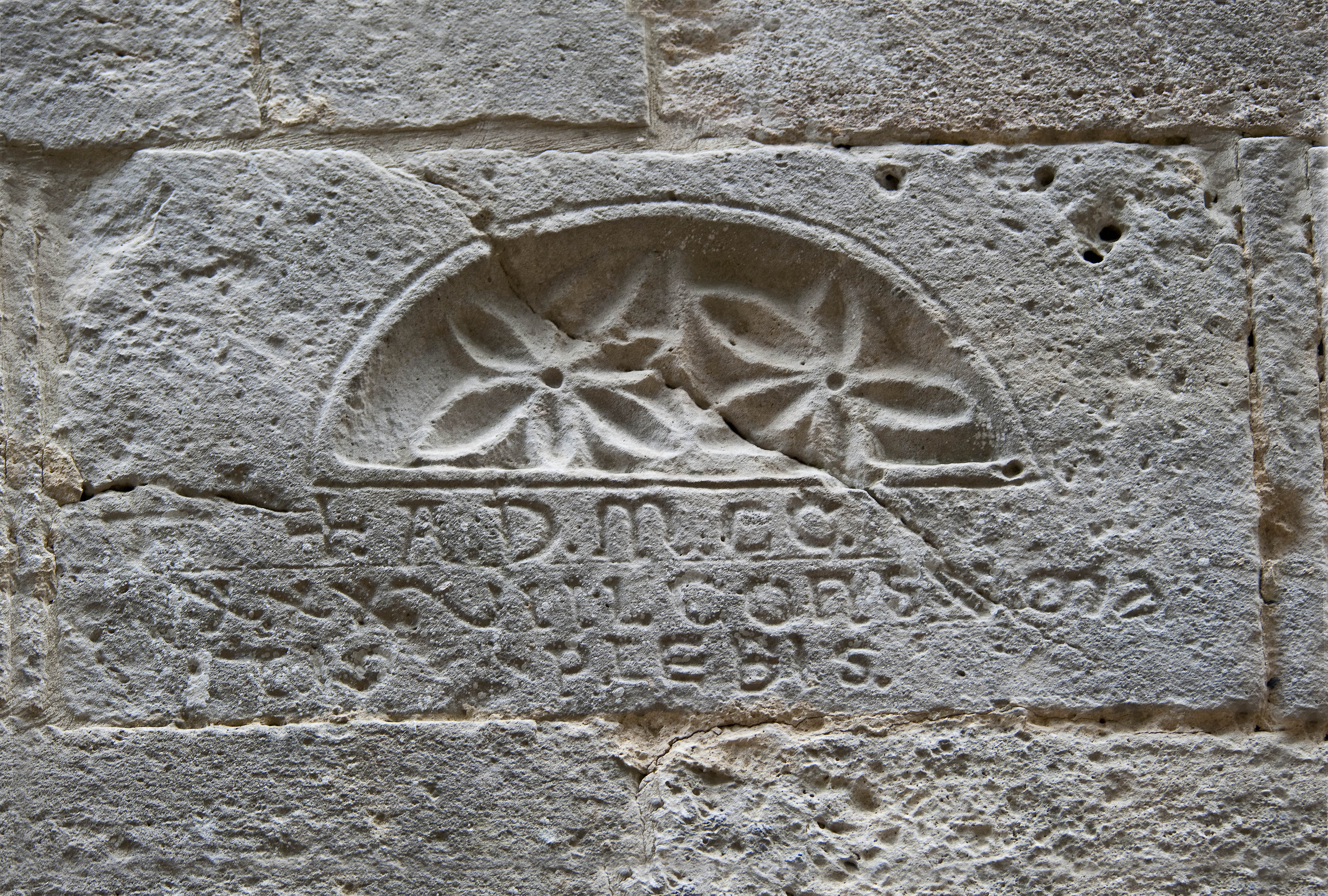
A.D. M.C.C.
XXX V III consuma-
tio plebis Consacrata nell'anno del Signore 1238 per il volgo

La chiesa sorge ai margini di una spianata la cui vista, dalla fine dell'Ottocento, è parzialmente nascosta da una serie di cipressi.

### Esterno
La facciata è datata 1238 ma appare nella veste conferitole dopo i restauri novecenteschi. Presenta un prospetto molto schiacciato, caratteristica abbastanza comune nelle chiese a tre navate del contado senese; sono originali il portale e la feritoia a croce posta sotto la cuspide.
Il portale presenta un arco estradossato a tutto sesto e una ghiera decorata mediante prismi incuneati, come nella pieve di San Lazzaro a Lucardo; inoltre ha una lunetta monolitica con risega poggiante su un architrave con mensole decorate. Il semicapitello di sinistra presenta una decorazione di tre ordini di fogliame con le punte rivolte verso l'alto, molto simili a quelle del duomo di Volterra; nel semicapitello di sinistra la decorazione è fatta mediante un intreccio di figure zoomorfe stilizzate e disposte in maniera simmetrica.
Al centro della facciata si trova una bifora realizzata negli anni'20 in stile e sulla sua destra dalla muratura sporge una testa umana molto consunta mentre alla sinistra, all'altezza dell'architrave, si trova l'iscrizione prima citata. Le fiancate dell'edificio sono completamente cieche.
La tribuna ha una sola abside. Il basamento è decorato da una greca mentre il coronamento presenta delle arcatelle cieche monolitiche poggianti da mensole scolpite. Le arcatelle dell'abside presentano lunette monolitiche decorate a intrecci geometrici e motivi vegetali secondo lo stile riscontrabile negli edifici volterrani; questa scelta ha fatto ipotizzare una retrodatazione di questa parte dell'edificio ma probabilmente si tratta solo di un rimontaggio di parti della primitiva chiesa. Al centro dell'abside si apre una finestra priva di qualsiasi decorazione.

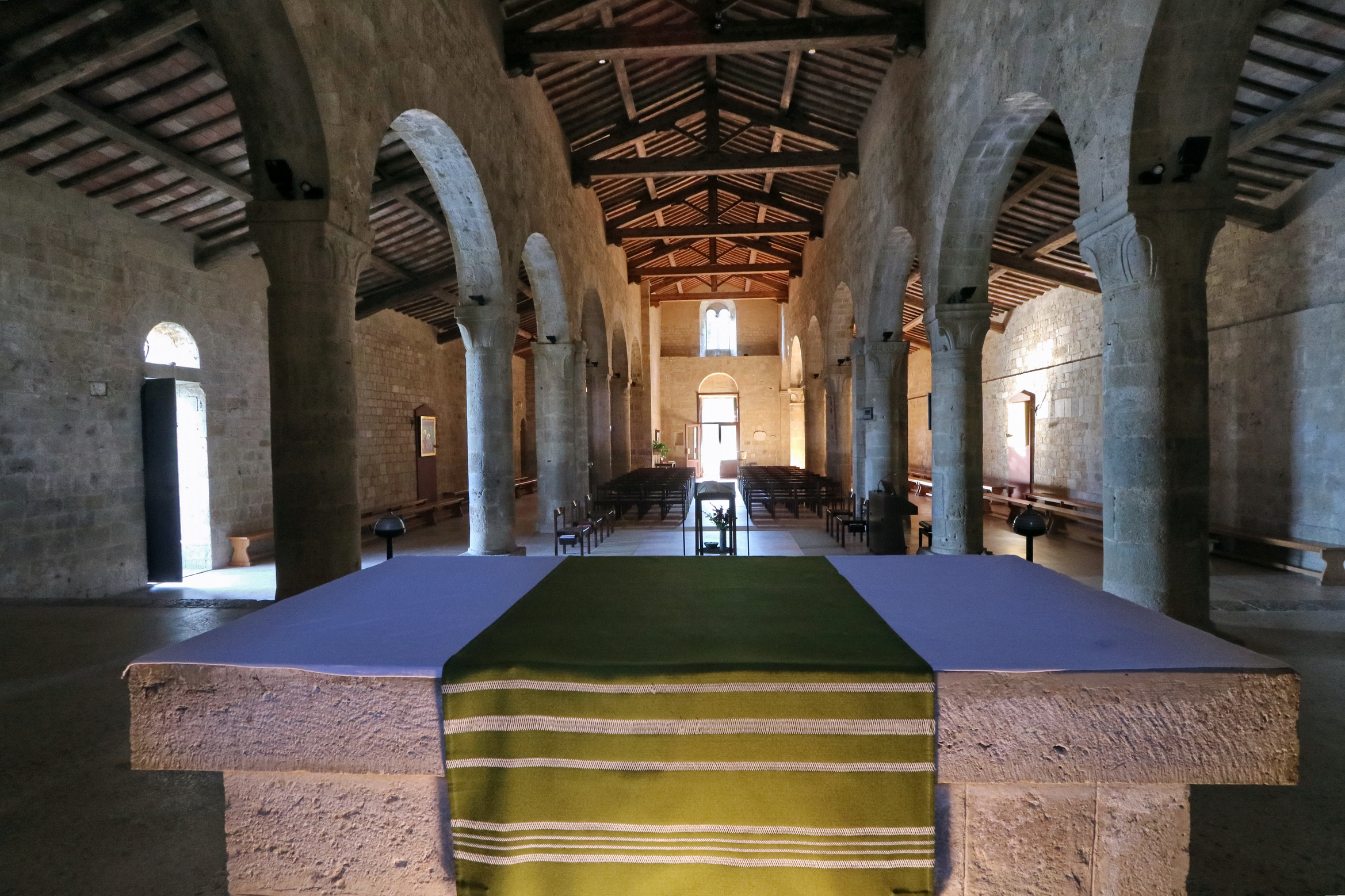

### Interno
L'edificio ha un impianto basilicale con tre navate, divise da colonne e pilastri, che sorreggono archi a tutto sesto.

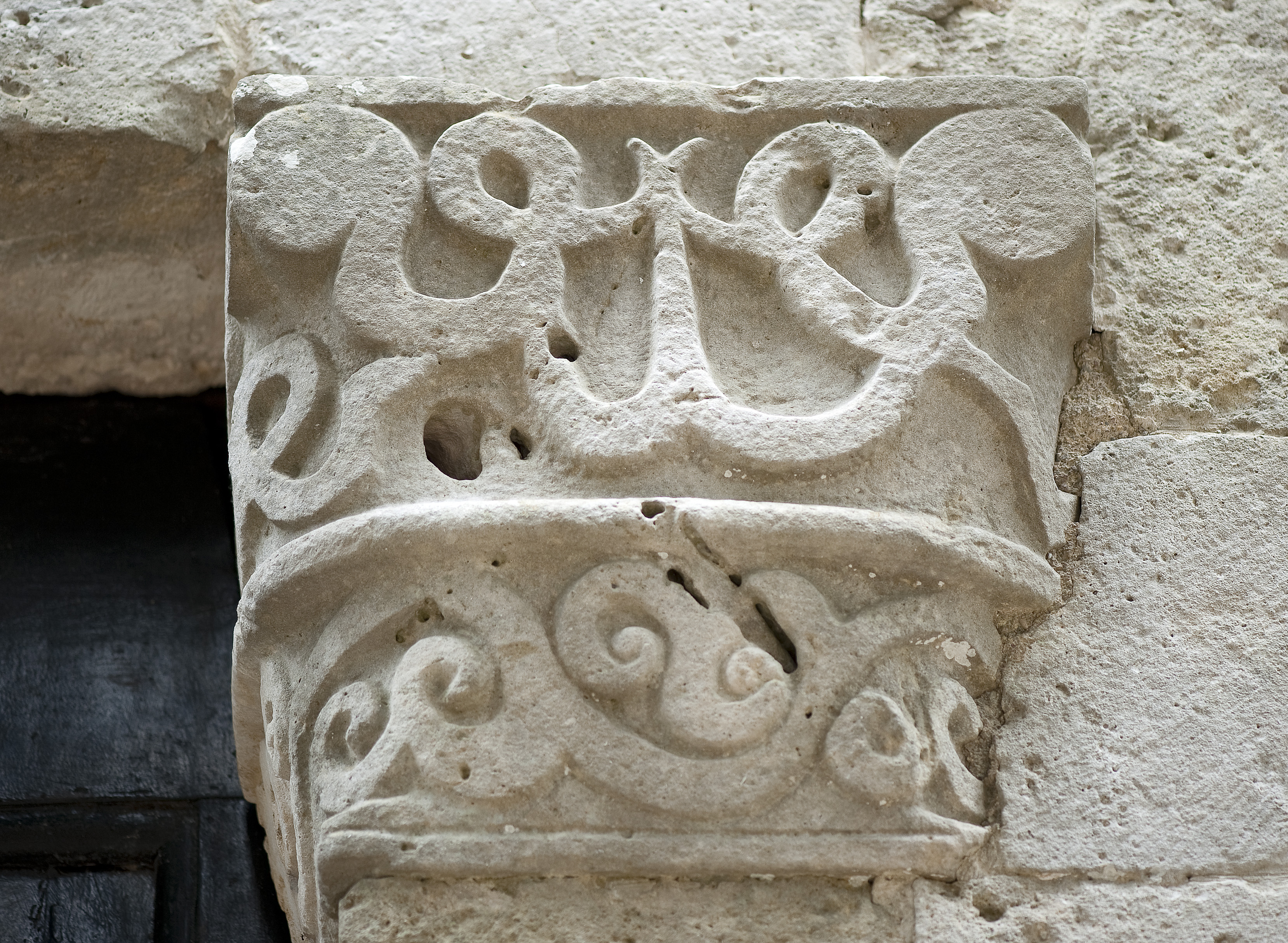
Capitello del portale

Visto dall'interno, cosa peraltro abbastanza rara, l'edificio mostra chiaramente le due principali fasi costruttive: la prima riguarda il presbiterio e la fiancata destra mentre alla seconda sono ascrivibili la facciata, i valichi delle navate, il campanile e il fianco sinistro.
Massimo luogo di interesse è il catino absidale che presenta numerose incongruenze nel paramento murario. La parete è scandita da archetti ciechi, all'interno dei quali ci sono lunette riccamente decorate le quali si appoggiano a mensole nelle quali sono scolpite figure geometriche, fitomorfe e zoomorfe. Al centro del catino si trova una finestra a colonnini, di epoca più tarda, caratterizzata dall'arco che sostituisce la lunetta, presenta dei piedritti monolitici e due colonne delimitate da un capitello nella parte alta e da una mensola in basso. Il catino absidale fino a circa due metri di altezza è stato realizzato in un'epoca più antica rispetto al resto.
L'abside è collegata alla parete del presbiterio da due semicolonne da cui partono le archeggiature; le navatelle minori sono aperte da due monofore.
L'aula interna presenta sette campate di cinque colonne per parte, alcune delle quali presentano delle tracce di affreschi. Le colonne terminano con dei capitelli ungulati simili a quelli della collegiata di San Gimignano e da abachi dove sono scolpite rosette, anelli e altri motivi geometrici, secondo un modello diffusissimo in Valdelsa.
Oltre alle colonne lo spazio interno presenta anche due pilastri a fascio posti poco prima del presbiterio, una soluzione riscontrabile anche ad Abbazia a Isola.
Il campanile venne demolito nel 1860 ma la base occupa ancora la prima campata di destra. Nella base è murata l'iscrizione del 1190 ma sull'arco che da qui parte è posta un'altra lapide con data 1233, a testimonianza della discontinuità dei lavori.

## Piviere di Cèllole

### Canoniche
- canonica di San Michele a Ghinzano
- canonica di Sant'Eusebio alla Canonica (dal 1260 trasferita nel piviere di San Lazzaro a Lucardo)
- canonica di San Pietro a Pancole

### Chiese
- chiesa di Buiano

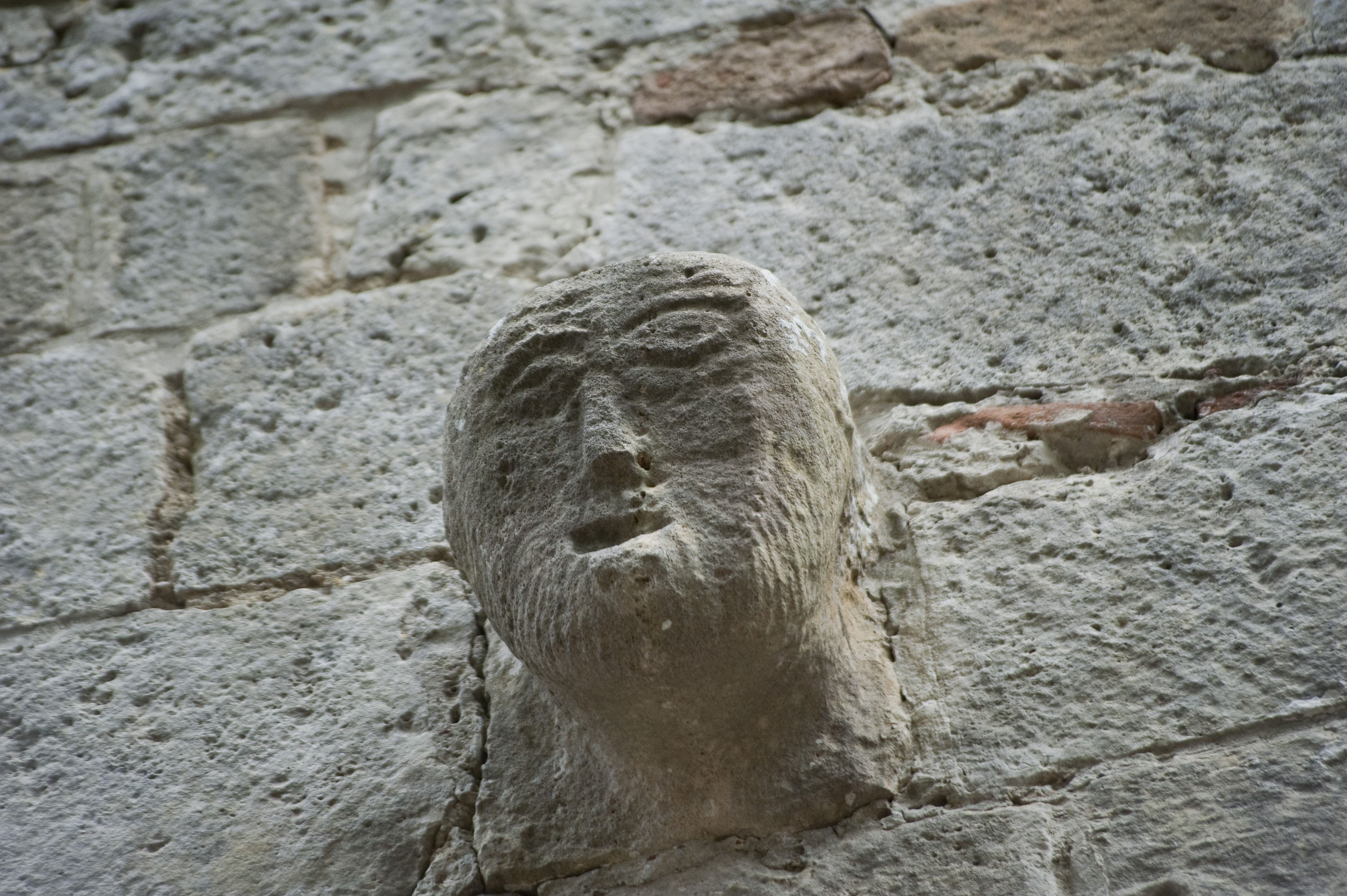
Testina scolpita posta sulla facciata

- chiesa dei Santi Ippolito e Cassiano a Casciano
- chiesa di Sant'Ilario a Collemucioli
- chiesa di San Bartolomeo a Fugnano
- chiesa di San Martino a Larniano
- chiesa di San Pietro a Libbiano
- chiesa di Santa Margherita a Pignano
- chiesa di San Giovanni a Puliciano
- chiesa di Santa Lucia a San Benedetto (appartenente anche ai pivieri di Chianni e di San Gimignano)
- chiesa dei Santi Biagio a Borgo Cellole
- chiesa di San Matteo a Borgo Cellole
- chiesa di San Michele Arcangelo a Macinatico (distrutta da bombardamento nella seconda guerra mondiale)
- chiesa di Santi Quirico (?)
- chiesa di Sant'Andrea (?)
- chiesa di San Pietro (?)
- chiesa di Santo Pietro (?)
- chiesa di San Bartolomeo a Ulignano

### Spedali
- spedale di San Lazzaro a Cellole
- spedale di Puliciano
- spedale di Ulignano

## Curiosità
La Pieve di Santa Maria Assunta a Cellole risulta essere, dalla documentazione esistente, il luogo ispiratore e l'ambientazione scenica scelta da Giacomo Puccini e Giovacchino Forzano per l'opera Suor Angelica